# 지율 (승려)
지율(知律, 본명 조경숙, 1957년 경상남도 산청군 ~ )은 대한민국의 승려, 환경운동가, 사진 작가로, 현재 경상남도 양산시 내원사의 승려를 맡고 있다.

## 생애
1957년 경상남도 산청군 색동면 지리산 기슭에서 1남 2녀 가운데 장녀로 태어났다. 1992년 양산시 통도사에서 은사였던 청화 스님과 함께 출가했으며 1997년 구족계를 받았다. 내원사 선방에서 통도사 말사 신분으로 수행에만 전념했고 산감 소임을 맡으면서 천성산을 관리하는 임무를 받게 된다. 그러던 중 2001년 4월 천성산을 파헤치는 터널 공사 현장을 목격하고 충격을 받은 것을 계기로 환경운동에 나서게 된다.
2003년 2월 4일 늪지 훼손과 생태계 파괴 등을 이유로 천성산을 관통하는 한국고속철도(KTX) 원효터널 건설 반대를 주장하며 부산광역시청 앞에서 단식 농성을 시작했고 같은 해 8월 13일부터 한 달 동안 부산광역시청 앞 광장에서 천성산 정상까지 원효터널 건설에 반대하는 3,000배 시위를 열었다. 9월 19일 대한민국 정부가 천성산을 관통하는 고속철도(KTX) 노선을 확정하자 9월 27일부터 10월 3일까지 8일 동안 부산역에서 천성산 화엄벌까지 삼보일배 시위를 벌였다. 10월 15일에는 부산지방법원에 환경 단체 관계자, 각계 시민·사회 단체들과 함께 이른바 '도롱뇽의 친구들'(원고 도롱뇽)이라는 이름으로 고속철도 천성산 구간 공사 및 착공 금지 가처분 신청을 제기했고 11월 13일에는 10만 명을 목표로 도롱뇽 소송인단을 모집하기도 했다. 하지만 울산지방법원은 2004년 4월 9일 "현행 민사소송법상 자연물인 도롱뇽은 소송 당사자가 될 수 없으며 환경단체도 가처분 신청을 할 사법적 권리가 없다"며 각하했고 1심 판결 직후 법원에 항고, 재항고했지만 모두 기각(2004년 11월 30일 부산고등법원 항고 기각, 2006년 6월 2일 대법원 재항고 기각)된다.
2004년 3월 20일에는 경부고속철도 천성산 터널 공사현장에서 터널 공사 반대 운동을 벌이던 중 6월 11일 업무 방해 혐의로 경찰에 체포되었지만 체포된 지 불과 하루 만에 석방된다. 같은 해 5월에는 당시 천성산 터널 시공사였던 현대건설로부터 업무 방해 혐의로 고소당했으며 10월 28일에는 울산지방검찰청으로부터 업무 방해 혐의로 불구속 기소된다. 2005년 3월 31일에는 4차례 실시된 공판에 참석하지 않았다는 이유로 울산지방법원으로부터 구금영장을 받았다. 2006년 11월 2일 법원으로부터 징역 6개월, 집행유예 2년(1심 판결에는 참석하지 않음)을 선고받았고 1심 판결 직후 법원에 항소, 상고했지만 모두 기각(2007년 2월 9일 울산지방법원 항소 기각, 2009년 4월 23일 대법원 상고 기각)된다.
2006년 3월 《신동아》에 실린 '조정의 달인 김종대 판사의 법과 삶'(2006년 2월 당시 김종대 창원지방법원장이 《신동아》 객원기자와 가진 인터뷰 내용을 담음)이라는 기사가 사실과 다른 내용으로 '도롱뇽 소송' 과정을 왜곡해 자신의 명예와 인격권을 침해했다며 2,000만원을 배상하라는 소송을 냈지만 2010년 4월 28일 법원으로부터 원고 패소 판결을 받았고 2011년 6월 17일에는 항소심 재판에서도 패소한다.
2008년 4월 18일에는 서울중앙지방법원에 조선일보를 상대로 천성산 터널공사 관련 기사에 대한 반론보도문과 정정보도문을 게재하고 법원이 반론보도문 및 정정보도문 게재 요구를 받아들였는데도 불구하고 이를 이행하지 않으면 하루 10원씩 지급하라는 소송을 냈고 2009년 9월 2일에 열린 재판에서 승소한다.
2008년 7월 25일 제주특별자치도 서귀포시에 있는 한 호텔에서 열린 대한상공회의소 주최 포럼에 참석한 박재완 당시 대한민국 대통령실 국정기획수석 비서관이 천성산 문제를 "대한민국 발전의 걸림돌", "설익은 민주화의 적폐", "이념을 둘러싼 집단 이기주의" 가운데 하나로 거론하면서 "특히 천성산 터널을 뚫는 과정에서 도롱뇽을 보호하기 위해 2조 5,161억원이나 소요됐다", "차라리 말이 통해서 도롱뇽을 집단 이주시키고 공사 후에 돌아오게 하는 엉뚱한 생각을 하게 됐다"고 발언하는 등 허위 발언으로 자신의 명예를 훼손하고 인격을 모욕했다며 10월 28일 서울중앙지방법원에 박재완 비서관과 대한민국을 상대로 1억원의 손해배상 청구 소송을 냈지만 2010년 7월 16일 법원으로부터 소송 기각 결정과 함께 원고 패소 판결을 받았다. 2011년 3월 24일 서울고등법원으로부터 항소심 패소 판결을 받았고 9월 7일에는 대법원으로부터 상고심 패소 판결을 받았다.
2010년 8월 언론과의 인터뷰, 방송 토론과 연설에서 자신의 명예를 훼손했다며 박승환 한국환경공단 이사장을 상대로 손해배상 청구 소송을 냈고 2011년 7월 4일 인천지방법원으로부터 원고 승소 판결(피고 박승환 한국환경공단 이사장은 원고 지율 스님에게 200만원을 지급하라는 판결)을 받았다.

## 참가 행사

### 단식 농성
- 1차 단식 농성: 2003년 2월 4일 ~ 2003년 3월 14일 (39일, 부산광역시청 앞에서 실시)
- 2차 단식 농성: 2003년 10월 5일 ~ 2003년 11월 17일 (45일, 부산광역시청 앞에서 실시)
- 3차 단식 농성: 2004년 6월 30일 ~ 2004년 8월 26일 (58일, 청와대 앞에서 실시)
- 4차 단식 농성: 2004년 10월 27일 ~ 2005년 2월 3일 (100일, 대한민국 정부가 천성산 터널 공사 중재안을 발표함에 따라 해제)
- 5차 단식 농성: 2005년 9월 20일경 ~ 2006년 1월 말 (약 100여일)

### 시위
- 3,000배 시위: 2003년 8월 13일 ~ 2003년 9월 말 (38일, 오전 8시에 오전 11시, 오후 1시에서 4시, 저녁 6시에서 9시까지 부산광역시청 앞에서 실시)
- 삼보일배 시위: 2003년 9월 27일 ~ 2003년 10월 3일 (8일, 부산역에서 천성산 화엄벌까지 열림)

## 저서
- 《지율 숲에서 나오다》(2004년, 숲) - 45일 동안 벌인 단식 일기를 기록한 책.[30][31]
- 《초록의 공명》(2005년, 삼인) - 4차 단식 기간 동안 CD로 제작, 배포되었으며[32] 책으로도 출판됨.[33]
- 《비워야 산다》(2011년, 휴) - 박기호, 이남곡, 임락경, 칫다다, 서영남과 공동으로 지음.[34]